# Reserva botánica de Cambarinho

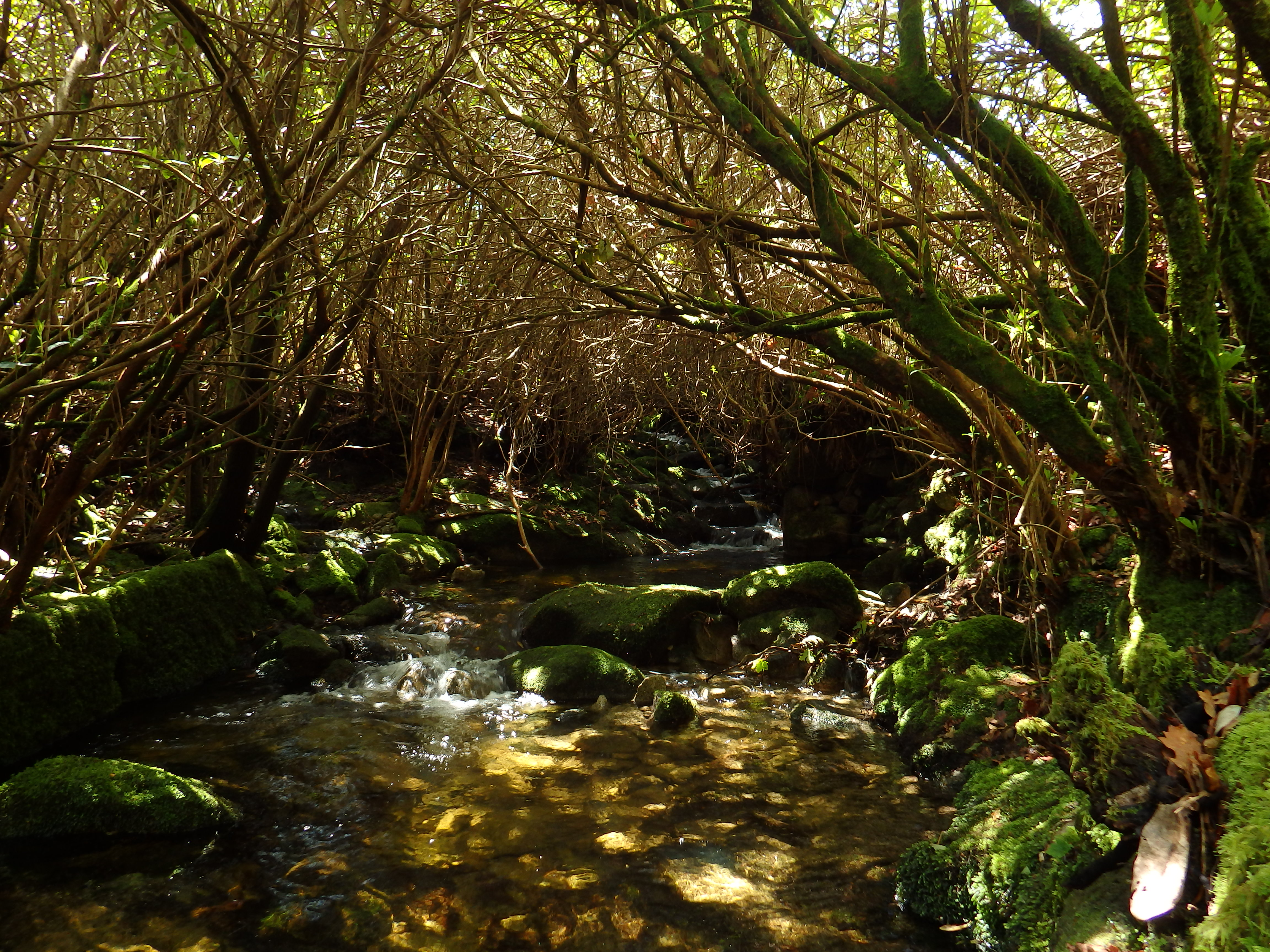
Rivera del Cambarinho. Se pueden ver los troncos de las adelfas

La Reserva Botánica de Cambarinho está situada en la ladera Norte de sierra de Caramulo, que cubre parte de la cuenca del río Cambarinho, un afluente del río Alfusqueiro. Se trata de una zona de montaña, que se desarrolla entre 400 m y 850 m de altitud. Los suelos son de constitución granítica, con la abundante presencia de agrupaciones rocosas.
El clima presenta características del atlántico, con tasas de precipitación mayor de 2000 mm anualmente. La vegetación presenta un mosaico heterogéneo con alta diversidad de especies, la naturaleza particular del clima atlántico; zonas dominadas por el monte bajo, permaneciendo, sin embargo, las zonas de pinares; manchas de roble; zonas agrícolas; zonas húmedas; bosque de galería de ribera del arroyo Cambarinho y varios núcleos de adelfas, llevaron a la creación de la Reserva.
El área es parte de la red de biotopos del Programa CORINE.
Es el área más importante de bosque de adelfas del país, clasificada como Reserva Botánica por el Decreto-Ley n.º 364/71 de 25 de agosto, cuyo objetivo es proteger el "Rhododendron ponticum L, SSP baeticum".
Se integra en los sitios de la Lista Nacional de la Red Natura 2000.
El área bajo protección es de 24 ha. Se extienden a lo largo de las orillas de los ríos Alfusqueiro y Alcofra y son un testimonio excepcional del Terciario.
El acebo, es otra especie que se encuentra bajo protección y crece silvestre en la freguesia de Campia, sobre todo en los pueblos de Albitelhe y Adside, un arbusto muy peculiar debido a sus bolas rojas y sus hojas puntiagudas.
- Datos: Q28662501